# Eucalathis cubensis
Eucalathis cubensis är en armfotingsart som beskrevs av Cooper 1977. Eucalathis cubensis ingår i släktet Eucalathis och familjen Chlidonophoridae. Inga underarter finns listade i Catalogue of Life.